# Die Todeskarawane
Pour plus de détails, voir Fiche technique et Distribution.
Die Todeskarawane (litt. La Caravane de la mort) est un film muet allemand réalisé par Josef Stein et sorti en 1920. Le film met en vedette Carl de Vogt dans le rôle de Kara Ben Nemsi et Béla Lugosi y joue un rôle de soutien. 
Le film est adapté du roman Von Bagdad nach Stambul (de) de Karl May et est maintenant considéré comme perdu.

## Fiche technique

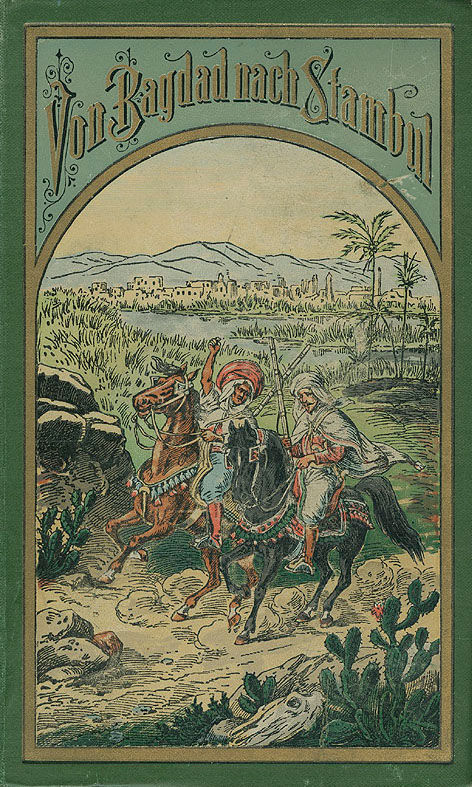
Couverture du roman Von Bagdad nach Stambul de Karl May

- Réalisation : Josef Stein
- Titre original : Die Todeskarawane

## Distribution
- Carl de Vogt : Kara Ben Nemsi
- Meinhart Maur : Hadschi Halef Omar / Saduk
- Erwin Baron : Omram
- Gustav Kirchberg : Hassan Ardschir Mirza
- Dora Gerson : Dschana Ardschir Mirza
- Cläre Lotto : Benda Ardschir Mirza
- Maximilian Werrak : Tschaschefsky
- Karl Kuszar : Kepek
- Erna Felsneck : Amina
- Anna von Palen : Marah Durimeh
- Beate Herwigh : Hafsa
- Béla Lugosi : Scheik
- Arthur Kraußneck : Tschaschefsky